# Хань Ин
Это статья об учёном. О принце из Хань эпохи Воюющих царств см. zh:太子婴.
Хань Ин (кит. 韓嬰; 200—130 до н. э.) — видный каноновед эп. Западная Хань, упоминается в Шицзи и Ханьшу. Автор одного из четырех влиятельных комментариев к Шицзину, а также специалист по «Книге перемен». Большая часть его сочинений были утеряны в эп. Сун или ранее, до нашего времени сохранился только комментарий «Ханьши вай чжуань» zh:韓詩外傳. Он представляет собой образец использования Шицзина в философской аргументации.